# Гейберн (Айдахо)
Гейберн (англ. Heyburn) — місто в окрузі Мінідока, штат Айдахо, США. Згідно з переписом 2010 року населення становило 3089 особи, що на 190 осіб більше, ніж 2000 року.
Місто носить ім'я Велдона Гейберна, який був сенатором від штату Айдахо з 1903 по 1912 рік.

## Географія
Гейберн розташований за координатами 42°33′36″ пн. ш. 113°45′43″ зх. д. / 42.56000° пн. ш. 113.76194° зх. д. (42.559982, -113.762067).  За даними Бюро перепису населення США в 2010 році місто мало площу 7,10 км², з яких 6,98 км² — суходіл та 0,11 км² — водойми.

## Демографія

### Перепис 2010 року
За даними перепису 2010 року, у місті проживало 3 089 осіб у 1 109 домогосподарствах у складі 830 родин. Густота населення становила 441,7 ос./км². Було 1 165 помешкань, середня густота яких становила 166,6/км². Расовий склад міста: 77,4% білих, 0,6% афроамериканців, 2,3% індіанців, 0,6% азіатів, 16,6% інших рас, а також 2,6% людей, які зараховують себе до двох або більше рас. Іспанці та латиноамериканці незалежно від раси становили 32,5% населення.
Із 1109 домогосподарств 38,5% мали дітей віком до 18 років, які жили з батьками; 58,3% були подружжями, які жили разом; 10,6% мали господиню без чоловіка; 6,0% мали господаря без дружини і 25,2% не були родинами. 21,9% домогосподарств складалися з однієї особи, у тому числі 7,9% віком 65 і більше років. У середньому на домогосподарство припадало 2,79 мешканця, а середній розмір родини становив 3,26 особи.
Середній вік жителів міста становив 32,8 року. Із них 29,8% були віком до 18 років; 8,9% — від 18 до 24; 24,1% від 25 до 44; 23,6% від 45 до 64 і 13,6% — 65 років або старші. Статевий склад населення: 50,4% — чоловіки і 49,6% — жінки.
Середній дохід на одне домашнє господарство  становив 46 889 доларів США (медіана — 43 702), а середній дохід на одну сім'ю — 49 491 долар (медіана — 49 861). Медіана доходів становила 33 036 доларів для чоловіків та 25 781 долар для жінок. За межею бідності перебувало 16,7 % осіб, у тому числі 25,3 % дітей у віці до 18 років та 10,3 % осіб у віці 65 років та старших.
Цивільне працевлаштоване населення становило 1368 осіб. Основні галузі зайнятості: виробництво — 22,7 %, освіта, охорона здоров'я та соціальна допомога — 14,0 %, роздрібна торгівля — 11,0 %, транспорт — 9,1 %.

### Перепис 2000 року
За даними перепису 2000 року, у місті проживало 2 899 осіб у 1 002 домогосподарствах у складі 787 родин. Густота населення становила 583,0 ос./км². Було 1 056 помешкань, середня густота яких становила 212,4/км². Расовий склад міста: 74,92% білих, 0,17% афроамериканців, 1,10% індіанців, 0,52% азіатів, 0,07% тихоокеанських остров'ян, 20,08% інших рас і 3,14% людей, які зараховують себе до двох або більше рас. Іспанці та латиноамериканці незалежно від раси становили 28,39% населення.
Із 1 002 домогосподарств 41,5% мали дітей віком до 18 років, які жили з батьками; 62,6% були подружжями, які жили разом; 11,7% мали господиню без чоловіка, і 21,4% не були родинами. 18,5% домогосподарств складалися з однієї особи, у тому числі 6,7% віком 65 і більше років. У середньому на домогосподарство припадало 2,89 мешканця, а середній розмір родини становив 3,28 особи.
Віковий склад населення: 32,5% віком до 18 років, 10,0% від 18 до 24, 26,0% від 25 до 44, 22,2% від 45 до 64 і 9,2% від 65 років і старші. Середній вік жителів — 31 року. Статевий склад населення: 49,3 % — чоловіки і 50,7 % — жінки.
Середній дохід домогосподарств у місті становив $31 685, родин — $37 663. Середній дохід чоловіків становив $28 226 проти $20 951 у жінок. Дохід на душу населення в місті був $12 591. Приблизно 13,0% родин і 17,0% населення перебували за межею бідності, включаючи 20,1% віком до 18 років і 8,1% від 65 і старших.